# Проспер из Катенануова
Проспер (погиб в 304 году) — святой мученик, римский воин. День памяти — последнее воскресение сентября.
Святой мученик Проспер, римский воин, пострадал во время гонений времён императора Диоклетиана. 
Был погребён в катакомбах святого Каллиста в Риме.
Почитается святым покровителем Катенануова и Поджо-Саннита.